# Amparo Llanos
Amparo Llanos Fayos (Madrid, 27 de mayo de 1965) es una guitarrista, compositora y cantante española, miembro del grupo musical New Day, y anteriormente miembro fundadora del grupo de rock Dover junto a su hermana Cristina Llanos, cantante de este grupo.

## Biografía
Antes de la fundación de la banda trabajó en la tienda de ropa de su madre en Majadahonda. Entre sus influencias se encuentran The Beatles, Nirvana o R.E.M. 
Dover sacó su primer álbum en 1995, Sister con Amparo, su hermana Cristina (voz y guitarra), Jesús Antúnez (batería) y Álvaro Díez (bajista). El álbum no tuvo un gran éxito, ya que solamente llegó a vender 700 copias. Luego llegaría Devil came to me (1997) con el que consiguieron un notable éxito de ventas.
A finales de 2016, Dover se separó. De esa separación nació New Day, de la que ella es la vocal. Su álbum debut, Sunrise se lanzó el 24 de marzo de 2017.

## Discografía

### Álbumes de estudio
Listado de álbumes:
| Año  | Álbum                                        | ESP | Discos vendidos |
| ---- | -------------------------------------------- | --- | --------------- |
| 1995 | Sister                                       |     | 700             |
| 1997 | Devil came to me                             | 1   | 800.000         |
| 1999 | Late at night                                | 1   | 300.000         |
| 2001 | I was dead for 7 weeks in the city of angels | 1   | 200.000         |
| 2003 | The Flame                                    | 12  | 50.000          |
| 2006 | Follow the city lights                       | 4   | 170.000         |
| 2010 | I ka kené                                    |     | 5.000           |
| 2015 | Complications                                |     | ¿?              |

### Recopilatorios
| Año  | Álbum | ESP | Discos vendidos | Información                                              |
| ---- | ----- | --- | --------------- | -------------------------------------------------------- |
| 2007 | 2     | 30  | 40.000          | álbum doble recopilatorio + 5 remezclas + 1 tema inédito |

### DVD
- 2003: "DOVER: 1993-2003"

### Video
- 2001: "DOVER Came To Me"